# Stethomostus funereus
Stethomostus funereus är en stekelart som först beskrevs av Johann Christoph Friedrich Klug 1816.  Stethomostus funereus ingår i släktet Stethomostus, och familjen bladsteklar. Enligt den finländska rödlistan är arten otillräckligt studerad i Finland. Arten är reproducerande i Sverige. Artens livsmiljö är friska gräsmarker.